# 保厄坦 (北卡羅萊納州)
保厄坦（英語：Powhatan）是位於美國北卡羅萊納州約翰斯頓縣的非建制地區。

## 歷史
保厄坦的郵局於1900年設立，其後於1912年停運。

## 地理
保厄坦所處的海拔為高於海平面92米（即302英呎），而該地所採用的時區為UTC-5，即北美东部时区（EST）。同時該地設有夏令時間，為UTC-5調快一小時，即UTC-4（EDT）。